# Platanus
Platanus  es un género consistente en una pequeña cantidad de especies de árboles nativas del hemisferio norte. Son los únicos miembros existentes de la familia Platanaceae.
Todos los miembros maduros de Platanus son altos, alcanzando entre 30 y 50 m de altura. Todos excepto P. kerrii] son caducifolios, y la mayoría se encuentran en riberas u otros humedales sus hábitats en estado silvestre, aunque son tolerantes a la sequía en cultivo. El plátano de Londres híbrido (Platanus × acerifolia) ha demostrado ser especialmente tolerante a las condiciones urbanas, y se ha plantado ampliamente en Londres y otros lugares del Reino Unido y Europa.
A menudo se les conoce en inglés como planes o plane trees. Un nombre utilizado anteriormente que ahora es poco común es plátano árbol (que no debe confundirse con otra especie, no relacionada, con el nombre). Algunas especies norteamericanas se denominan sicomoros (especialmente Platanus occidentalis), aunque el término también se utiliza para varias especies de árboles no relacionadas. El nombre del género Platanus proviene del Griego antiguo πλάτανος, que se refería a Platanus orientalis'.

## Botánica

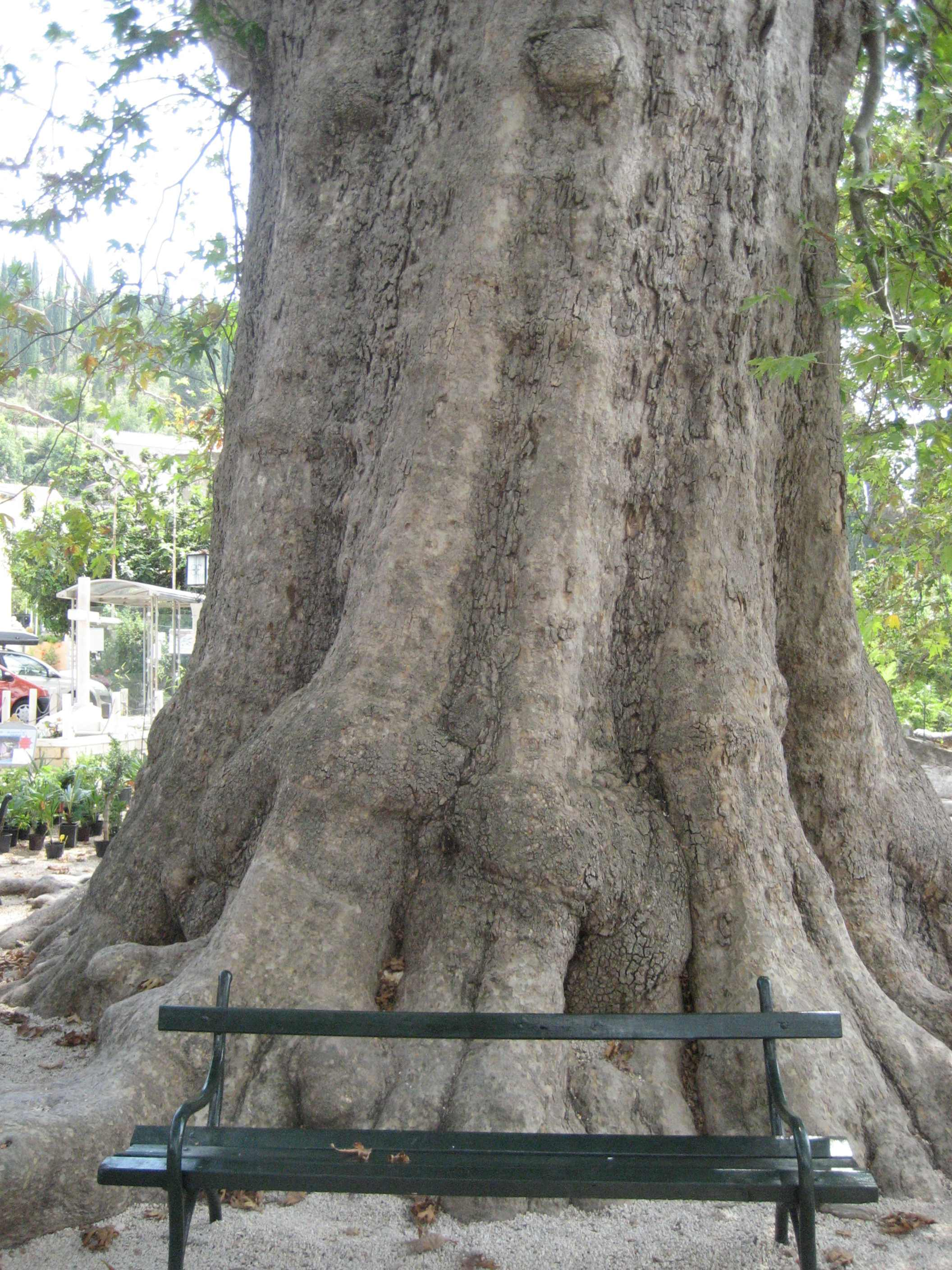
Bola de un Platanus envejecido, en Trsteno, cerca de Dubrovnik, Croacia.

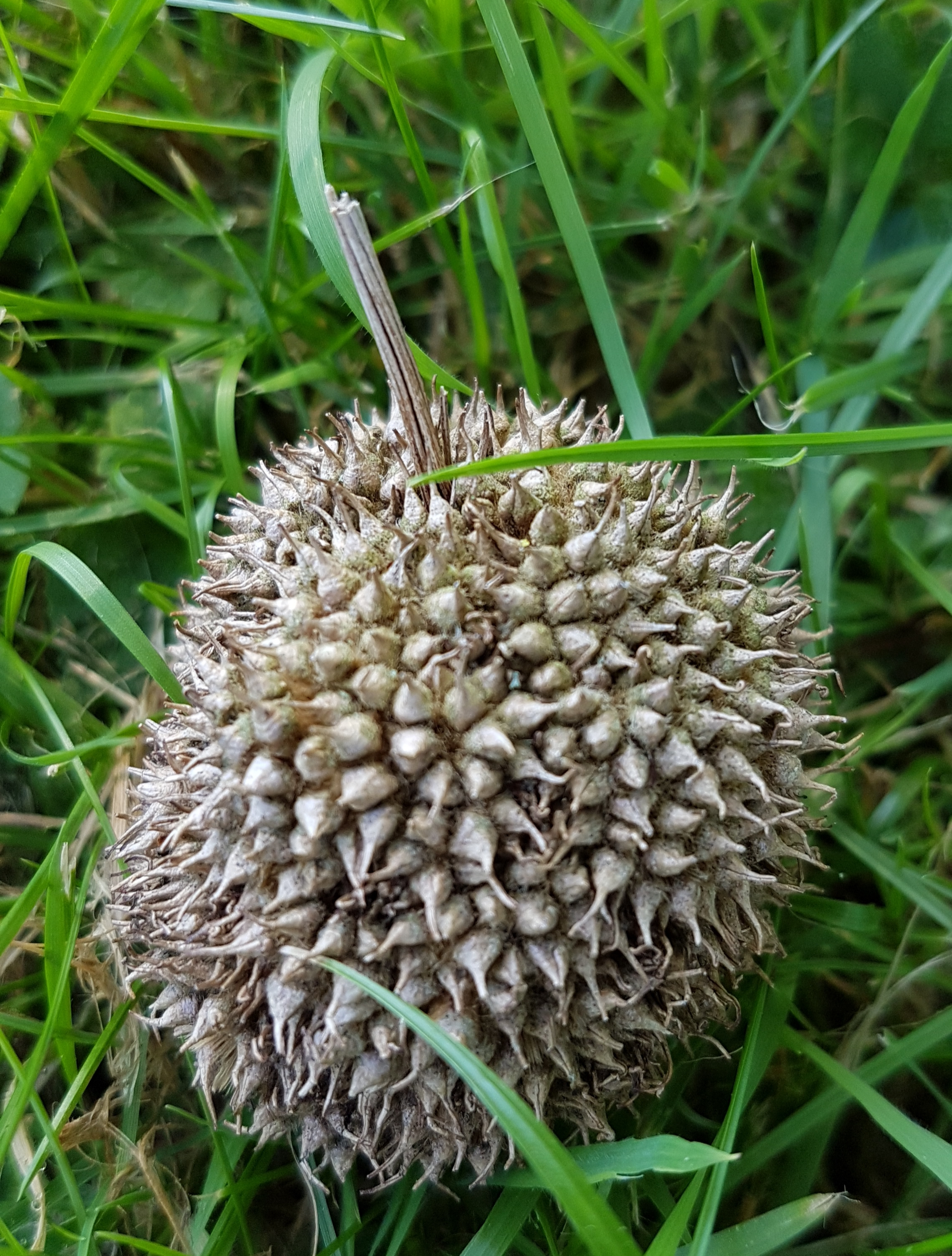
Fruto maduro del plátano.

Las flores son reducidas y nacen en bolas (cabezas globosas); 3-7 sépaloss vellosos pueden estar fusionados en la base, y los pétalos son 3-7 y son espatulados. Las flores masculinas y femeninas están separadas, pero nacen en la misma planta (monóico). El número de cabezas en un racimo (inflorescencia) es indicativo de la especie (véase la tabla siguiente). La flor masculina tiene 3-8 estambres; la femenina tiene un ovario superior con 3-7 carpelos. Los plátanos son polinizados por el viento. Los capítulos masculinos se caen después de desprender el polen.
Tras ser polinizadas, las flores femeninas se convierten en aquenios que forman una bola agregada. El fruto es un múltiplo de aquenios (sistemática vegetal, Simpson M. G., 2006).  Normalmente, el núcleo de la bola tiene 1 cm de diámetro y está cubierto por una red de malla de 1 mm, que se puede pelar. La bola tiene de 2,5 a 4 cm de diámetro y contiene varios centenares de aquenios, cada uno de los cuales tiene una sola semilla y es cónico, con la punta unida hacia abajo a la red en la superficie de la bola. En la base de cada aquenio hay un penacho de muchas fibras de cerdas finas y rígidas de color amarillo verdoso. Estas cerdas ayudan en la dispersión por el viento de los frutos como en el diente de león.
Las hojas son simples y alternas. En el subgénero Platanus tienen un contorno palmeado. La base del tallo de la hoja (pecíolo) es alargada y envuelve completamente la joven yema del tallo en su axila. La yema axilar queda expuesta sólo después de la caída de la hoja.[cita requerida]
La corteza madura se desprende o exfolia fácilmente en parches de forma irregular, produciendo un aspecto moteado y escamoso. En los troncos viejos, la corteza puede no desprenderse, sino engrosarse y agrietarse.

## Filogenia
Existen dos subgéneros, el subgénero Castaneophyllum que contiene el anómalo P. kerrii, y el subgénero Platanus, con todos los demás; estudios recientes en México han aumentado el número de especies aceptadas en este subgénero. Dentro del subgénero Platanus, la evidencia tanto del cloroplasto y gen nuclear secuencias sugiere que el P. racemosa complejo de especies en Norteamérica Occidental  (incluyendo P. racemosa, P. gentryi P. wrightii) está más estrechamente emparentada con la especie euroasiática occidental P. orientalis que con las otras especies norteamericanas (P. mexicana sensu lato, incluyendo hasta cuatro especies: P. chiapaensis, P. lindeniana, P. [×] mexicana sensu stricto, P. oaxacana; P. occidentalis s.l. con dos [sub]especies: P. occidentalis, P. palmeri; P. rzedowskii'). Los dos grupos forman linajes evolutivos genéticamente y morfológicamente  distintos (clados hermanos), denominados informalmente "clado ANA" (linaje Atlántico Norteamericano) y "clado PNA-E" (linaje Pacífico Norteamericano-Europeo). Ambos linajes se han visto afectados por procesos de evolución reticuladaaría en el pasado (antigua o reciente hibridación e introgresión):
- Platanus palmeri (= P. occidentalis var. palmeri) - que forma las poblaciones más suroccidentales de P. occidentalis s.l.[6][7] - porta secuencias de intrón nuclear (segundo intrón del Leafy) de origen PNA-E.[6] Carece del haplotipo plastidial específico de las poblaciones del noreste (P. occidentalis s.str.)[7]
- Los espaciadores transcritos internos de los ARNr codificados nuclearmente de P. occidentalis s.l. y P. rzedowskii incluyen variantes específicas de ANA con ARNr 5.8S funcional, así como variantes específicas de ANP-E que muestran signos de pseudogenia.[9] Estas últimas son compartidas con P. gentryi, la especie de ANP-E más cercana a la zona del clado ANA y a las poblaciones septentrionales/interiores de P. mexicana s.l. Esto indica que ya el ancestro común de P. rzedowskii y P. occidentalis s.l. había estado en contacto con un miembro del clado ANP-E.
- Asimismo, P. rzedowskii]' de Nueva León es un mosaico genético, y puede haberse originado de una hibridación anterior dentro del clado ANA, entre P. occidentalis s.l. más meridional (P. palmeri) y P. mexicana s.l., o sus ancestros.[6]  Estos últimos son compartidos con P. gentryi, la especie PNA-E más cercana al área del clado ANA y a las poblaciones del norte/interior de P. mexicana s.l. Esto indica que ya el ancestro común de P. rzedowskii y P. occidentalis s.l. había estado en contacto con un miembro del clado PNA-E.
- Asimismo, P. rzedowskii]' de Nueva León es un mosaico genético, y puede haberse originado de una hibridación anterior dentro del clado ANA, entre P. occidentalis s.l. más meridional (P. palmeri) y P. mexicana s.l., o sus ancestros.[6] Hoy en día, las áreas de distribución de P. occidentalis s.l. y P. mexicana s.l. se excluyen mutuamente. Platanus rzedowskii es geográfica y morfológicamente intermedio entre P. occidentalis s.l. y P. mexicana s.l.[5][7]
- La reinvestigación morfológica incluyendo el material originalmente colectado reveló que las poblaciones del interior de P. mexicana (norte de Querétaro y norte de Hidalgo; P. mexicana var. interior según Nixon & Poole) marcan la zona híbrida entre P. rzedowskii y P. mexicana s.l. y la (antigua) zona de contacto con las especies del clado PNA-E (P. gentryi, P. wrightii). Dado que el holotipo de P. mexicana es de esta zona y muestra la morfología intermedia característica, P. mexicana s.str. representaría una nothospecies: P. × mexicana.[10] Las poblaciones restantes de P. mexicana s.l., P. lindeniana, no muestran signos de introgresión ni de P. rzedowskii, P. occidentalis-palmeri ni de las especies del oeste de Norteamérica (agregado de especies deP. racemosa),[6] [7] con excepción de una población heterocigótica de P. oaxacana del centro norte de Oaxaca.[7]

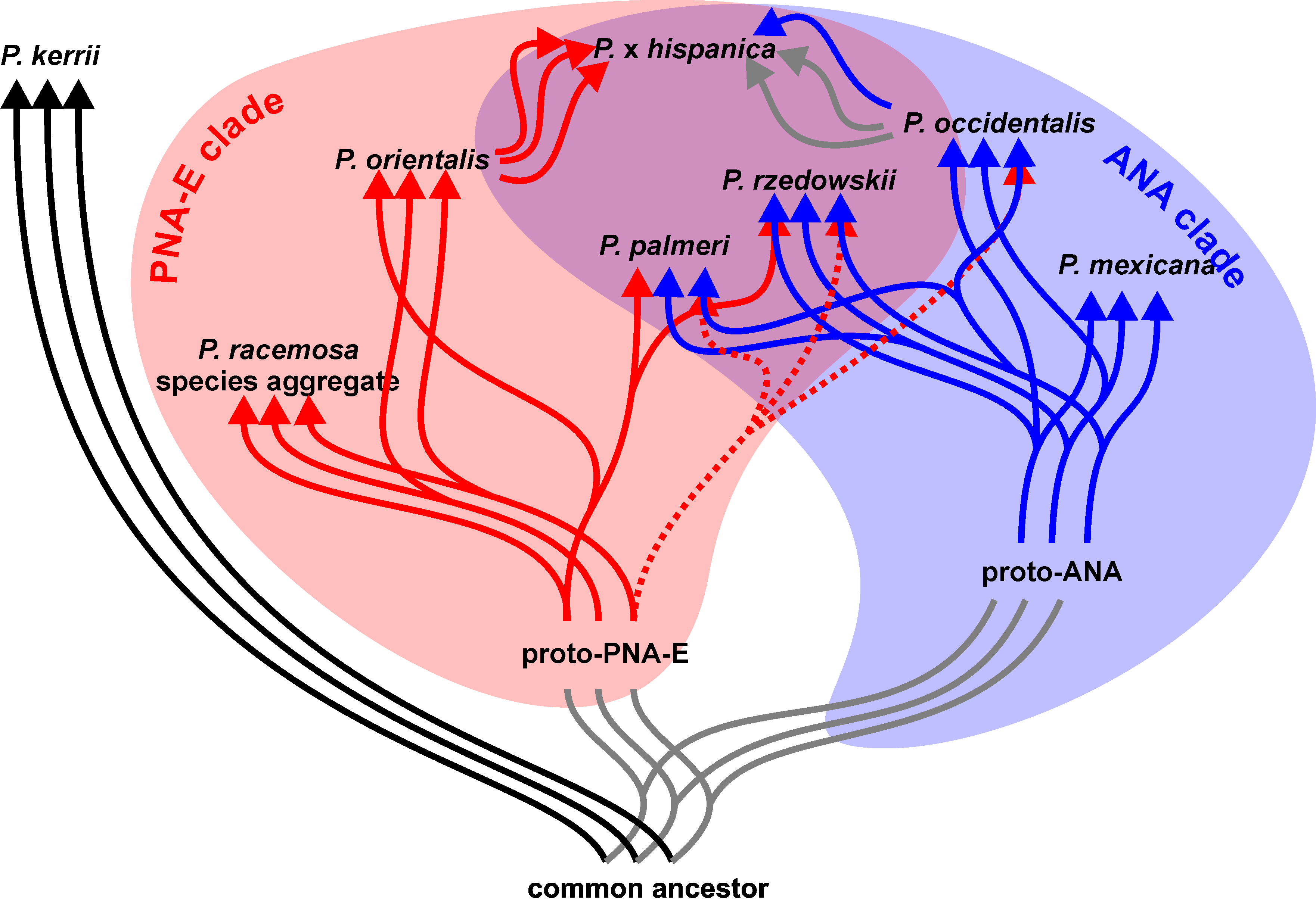
Sorting and evolutionary history of three different noncoding nuclear loci contributing to the gene pool of modern-day species of Platanus (after)

El género Platanus ilustra de forma ejemplar el concepto de Coral de vida, una red de especies. Sus especies actuales no sólo son el producto de dicotomías evolutivas (cladogénesis), la división de un linaje ancestral en dos (metáfora del Árbol de la Vida), sino también de anastomosis evolutivas: hibridación e introgresión.
El registro fósil de hojas y frutos identificables con Platanus comienza en el Paleoceno. A pesar de la separación geográfica entre Norteamérica y el Viejo Mundo, las especies de estos continentes se cruzan fácilmente dando lugar a híbridos fértiles como el avión de Londres, que es un híbrido antropogénico (cultivar) entre la especie norteamericana P. occidentalis sensu stricto (clado ANA) y el Mediterranean P. orientalis (clado PNA-E). Ampliamente utilizado como árbol de parque en toda Europa, con frecuencia retrocruzamiento con su progenitor nativo.

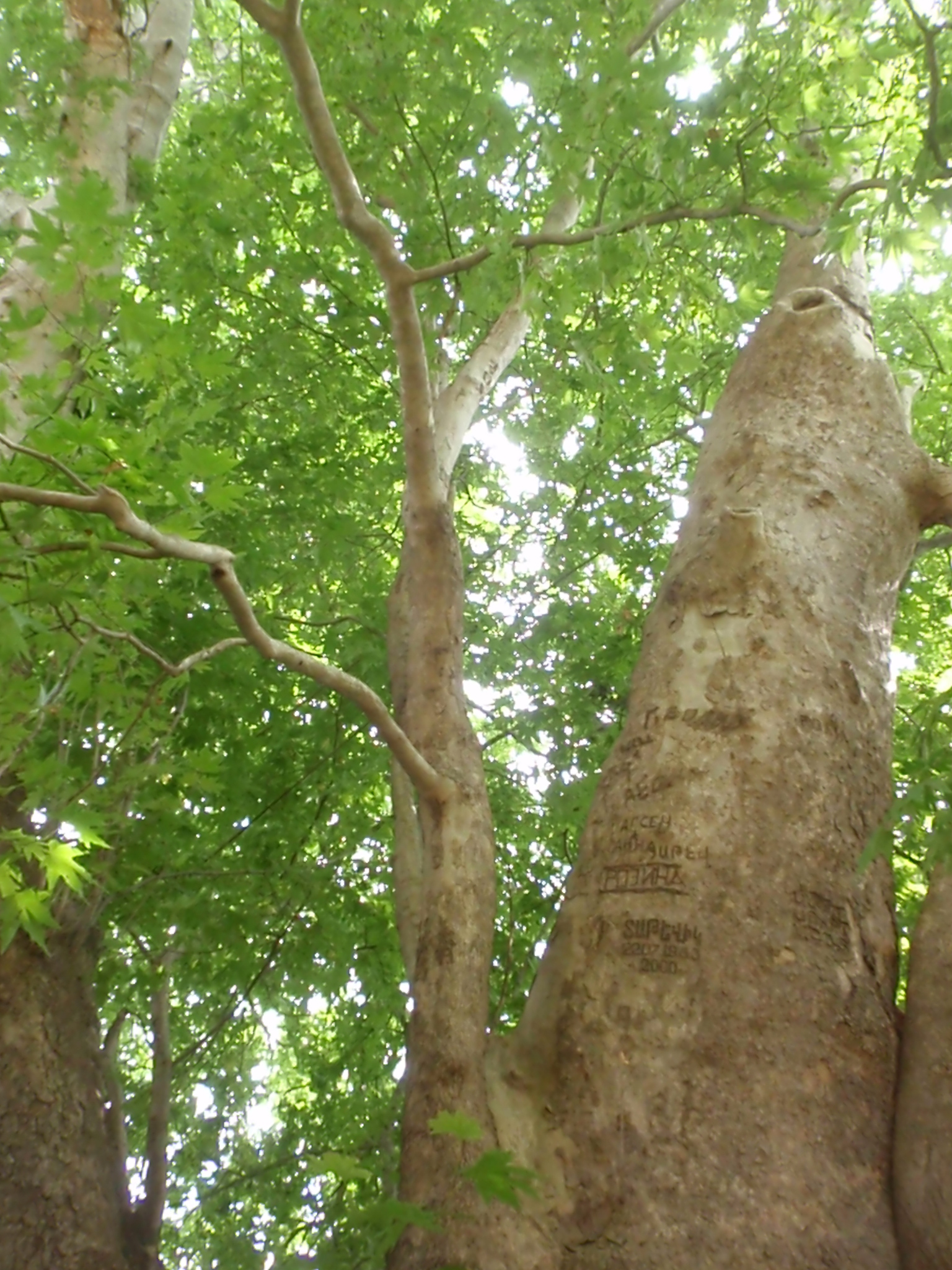
Ärbol de unos 20 años de edad Platanus orientalis Tnjri en Nagorno-Karabaj.
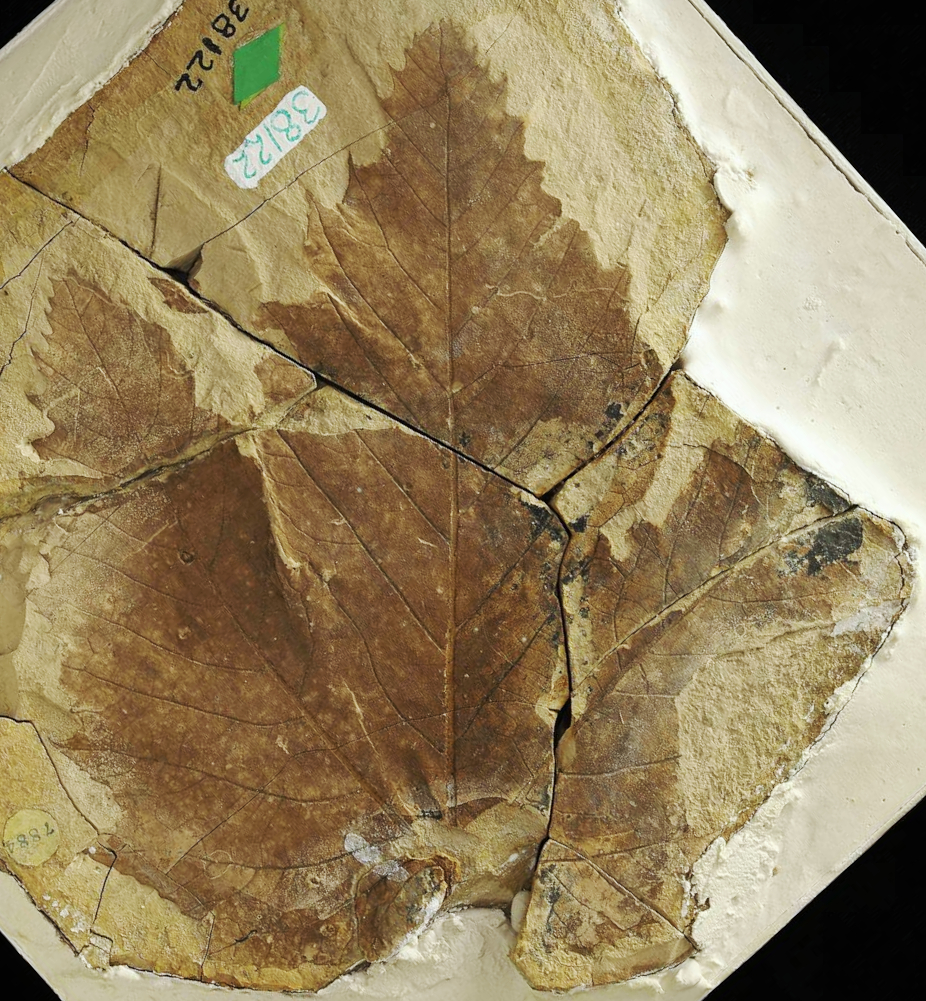
Hoja de Platanus dissecta' del mioceno, Formación Latah

## Especies
Las siguientes son las especies reconocidas:
| Nombre botánico                                                                          | Nombre común                                                                 | Distribución y notas taxonómicas | Flowerheads          | Sistemática                             |
| ---------------------------------------------------------------------------------------- | ---------------------------------------------------------------------------- | --- | -------------------- | --------------------------------------- |
| Platanus × acerifolia (Aiton) Willd. (syn. P. × hispanica Mill. ex Muenchh., P. hybrida) | London plane, hybrid plane                                                   | Mundial, cultivated origin; híbrido de P. occidentalis y P. orientalis | 1–6                  | Subgénero Platanus; interlineage hybrid |
| Platanus chiapensis Standl. IPNI                                                         | Chiapas plane                                                                | México (Chiapas); parte de un agregado de la especie P. mexicana, probablemente un sinónimo de P. lindeniana                                                                    | 2–7                  | Subgénero Platanus, ANA clade           |
| Platanus gentryi Nixon & J.M.Poole IPNI                                                  | Gentry's plane                                                               | México (sector de Chihuahua, Sinaloa y Sonora); parte del agreggado de la especie P. racemosa                                                                                   | ?                    | Subgénero Platanus, PNA-E clado         |
| Platanus kerrii Gagnep.                                                                  | Kerr's plane                                                                 | Laos, Vietnam | 10–12                | Subgénero Castaneophyllum J.-F.Leroy    |
| Platanus mexicana Moric. sensu lato                                                      | Sicamoro mexicano                                                            | México, Guatemala; en sentido estricto sinónimo de P. mexicana var. interior Nixon & Poole, restringido a Guanajuato, Hidalgo, Querétaro y San Luis Potosí, y de origen híbrido | s.l.: 1–7 s.str: 1–3 | Subgénero Platanus. ANA clado           |
| Platanus lindeniana M.Martens & Galeotti IPNI                                            |                                                                              | México (Chiapas, Hidalgo, Puebla, Oaxaca, Veracruz), Guatemala; parte del agregado de la especie P. mexicana, sinónimo de P. mexicana var. mexicana según Nixon & Poole         | (1–)2–5(–7)          | Subgenus Platanus, ANA clade            |
| Platanus oaxacana Standl.                                                                | Plátano de Oaxaca                                                            | México (Oaxaca); parte del agregado de la especie P. mexicana, sinónimo de P. lindeniana                                                                                        | 2–4                  | Subgenus Platanus, ANA clade            |
| Platanus occidentalis L.                                                                 | American sycamore, American plane, buttonwood, occidental plane, water beech | Canada (Ontario), United States | 1–2                  | Subgenus Platanus, ANA clade            |
| Platanus palmeri (Kuntze) ined.                                                          |                                                                              | Mexico (Coahuila) and United States (Texas) | 1–2                  | Subgenus Platanus, ANA clado            |
| Platanus rzedowskii Nixon & J.M.Poole IPNI                                               | Rzedowski's plane, Rzedowskii's sycamore                                     | Mexico (Nueva León, San Luis Potosí, Tamaulipas) | 1–2                  | Subgenus Platanus, ANA clado            |
| Platanus orientalis L.                                                                   | Oriental plane                                                               | Eurasia | 3–6                  | Subgenus Platanus PNA-E clado           |
| Platanus racemosa Nutt.                                                                  | California sycamore, western sycamore, aliso                                 | Estados Unidos (California), México (Baja California) | 3–7                  | Subgenus Platanus PNA-E clado           |
| Platanus wrightii S.Watson                                                               | Arizona sycamore                                                             | United States (Arizona, Nuevo México), México (Sonora, Chihuahua); parte del agregado de la especie P. racemosa                                                                 | 2–4                  | Subgénero Platanus PNA-E clado          |

## Enfermedades

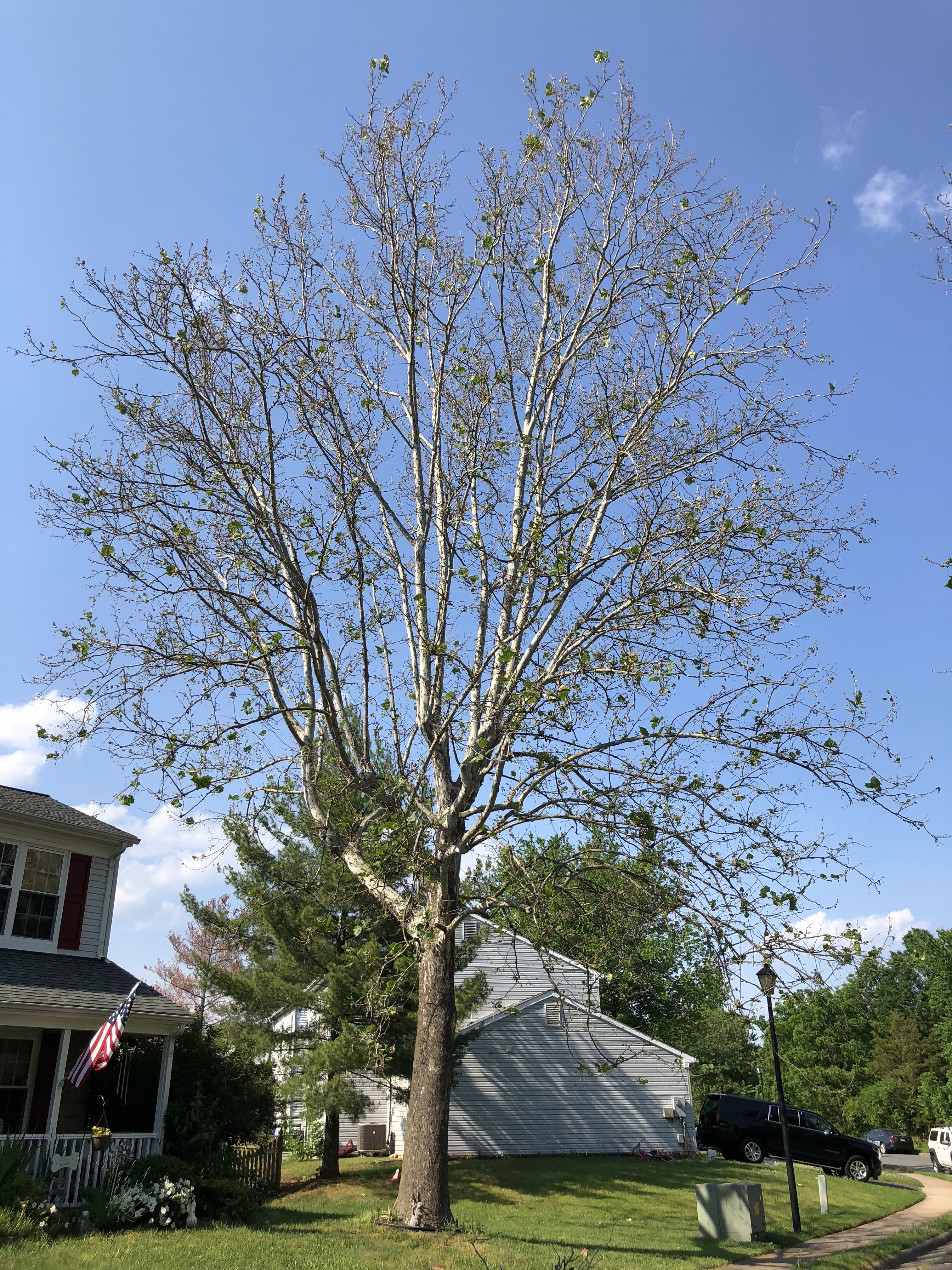
Las infecciones graves de antracnosis pueden defoliar grandes extensiones de bosque de sicomoro americano a mediados y finales de la primavera, pero los árboles suelen recuperarse a mediados del verano.

Los plátanos son sensibles a la antracnosis del plátano (Apiognomonia veneta), una enfermedad fúngica que puede defoliar los árboles algunos años. Las infecciones más graves están asociadas a primaveras frías y húmedas. P. occidentalis y las otras especies americanas son las más susceptibles, siendo P. orientalis la más resistente. El híbrido London plane tiene una resistencia intermedia.
Ceratocystis platani', una enfermedad de marchitez, se ha convertido en un problema importante en los últimos años en gran parte de Europa. Las especies norteamericanas son en su mayoría resistentes a la enfermedad, con la que probablemente coevolucionaron, mientras que las especies del Viejo Mundo son muy sensibles.
Otras enfermedades como el oídio aparecen con frecuencia, pero son de menor importancia.
Las especies de Platanus son utilizadas como plantas alimenticias por las larvasas de algunas especies de Lepidópteros, entre ellas Phyllonorycter platani y Setaceous Hebrea Character.
En el siglo XXI, una enfermedad, conocida comúnmente como enfermedad de Massaria, ha atacado a los plátanos en toda Europa. Está causada por el hongo Splanchnonema platani, y provoca grandes lesiones en las caras superiores de las ramas.

## Usos
El uso principal de estos árboles es como árboles ornamentales, especialmente en áreas urbanas y a orillas de caminos. El plátano de Londres es especialmente popular para este propósito. El plátano americano se cultiva a veces para obtener madera y se han realizado investigaciones sobre su uso como cultivo de biomasa. El plátano oriental se utiliza ampliamente como ornamental y también tiene varios usos medicinales menores.

## En la cultura

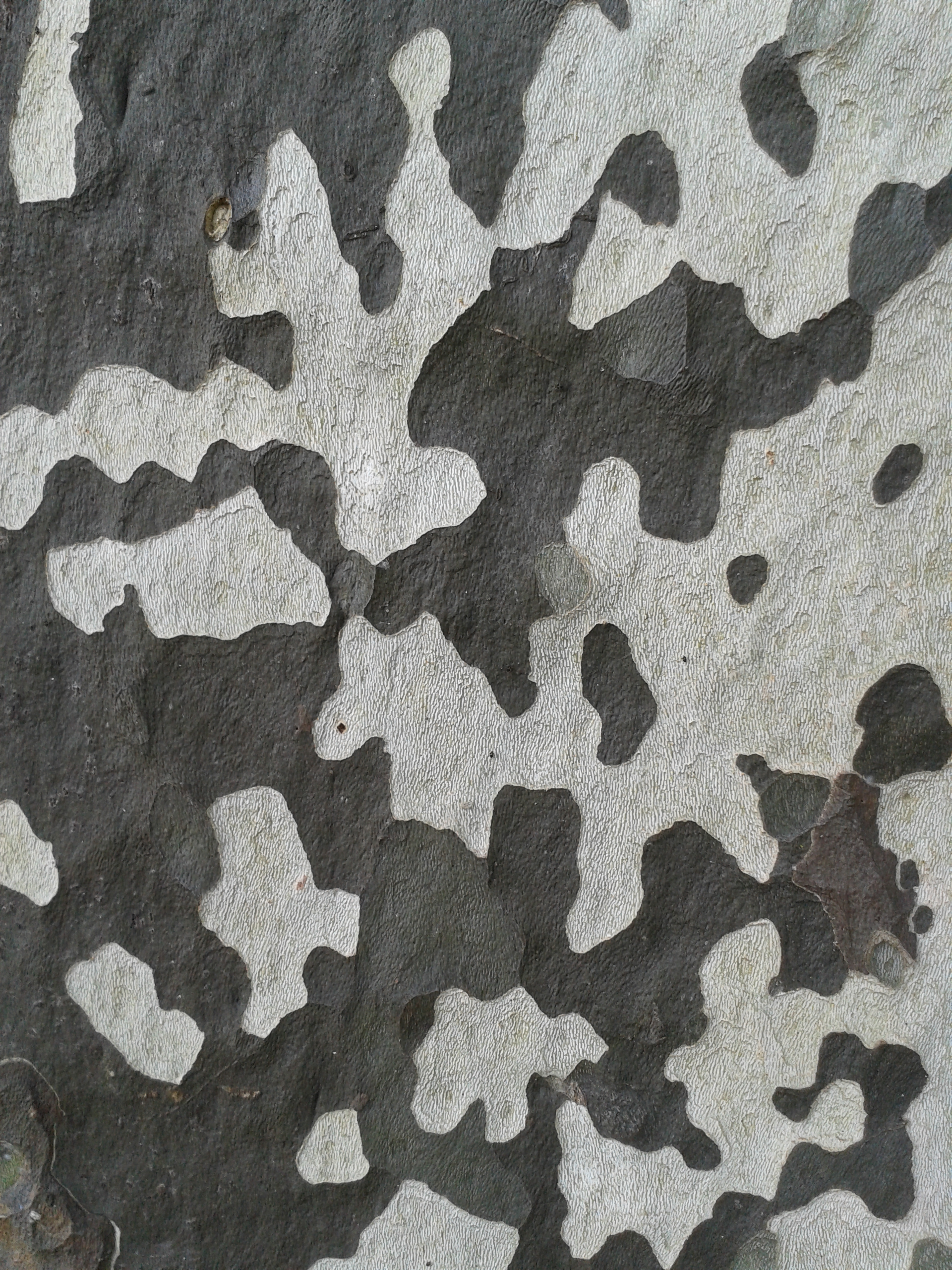
Patrones de la corteza del plátano de Londres.

La mayoría de los aspectos significativos de la historia cultural se aplican al Platanus orientalis en el Viejo Mundo. El árbol es una parte importante de la escenografía literaria del diálogo de Platón Fedro. Gracias a Platón, el árbol también desempeñó un papel importante en la escenografía del De oratore de Cicerón. Los árboles también proporcionaban la sombra bajo la que se celebraban las afamadas escuelas filosóficas de Aristóteles y Platón. La ópera de Haendel Serse cuenta con una famosa aria, "Ombra mai fu", que el personaje del título canta en alabanza de su plátano favorito.
El plátano ha sido un motivo frecuente en la poesía clásica china como encarnación de sentimientos de tristeza debido a la caída otoñal de sus hojas.
El legendario Árbol Seco del que dejó constancia por primera vez Marco Polo era posiblemente un platanus. Según la leyenda, marcó el lugar de la batalla entre Alejandro Magno y Darío III.
El patrón de camuflaje alemán Platanenmuster ("patrón de plátanos"), diseñado en 1937-1942 por Johann Georg Otto Schick, fue el primer patrón de camuflaje punteado.